# Andrzej Wielocha

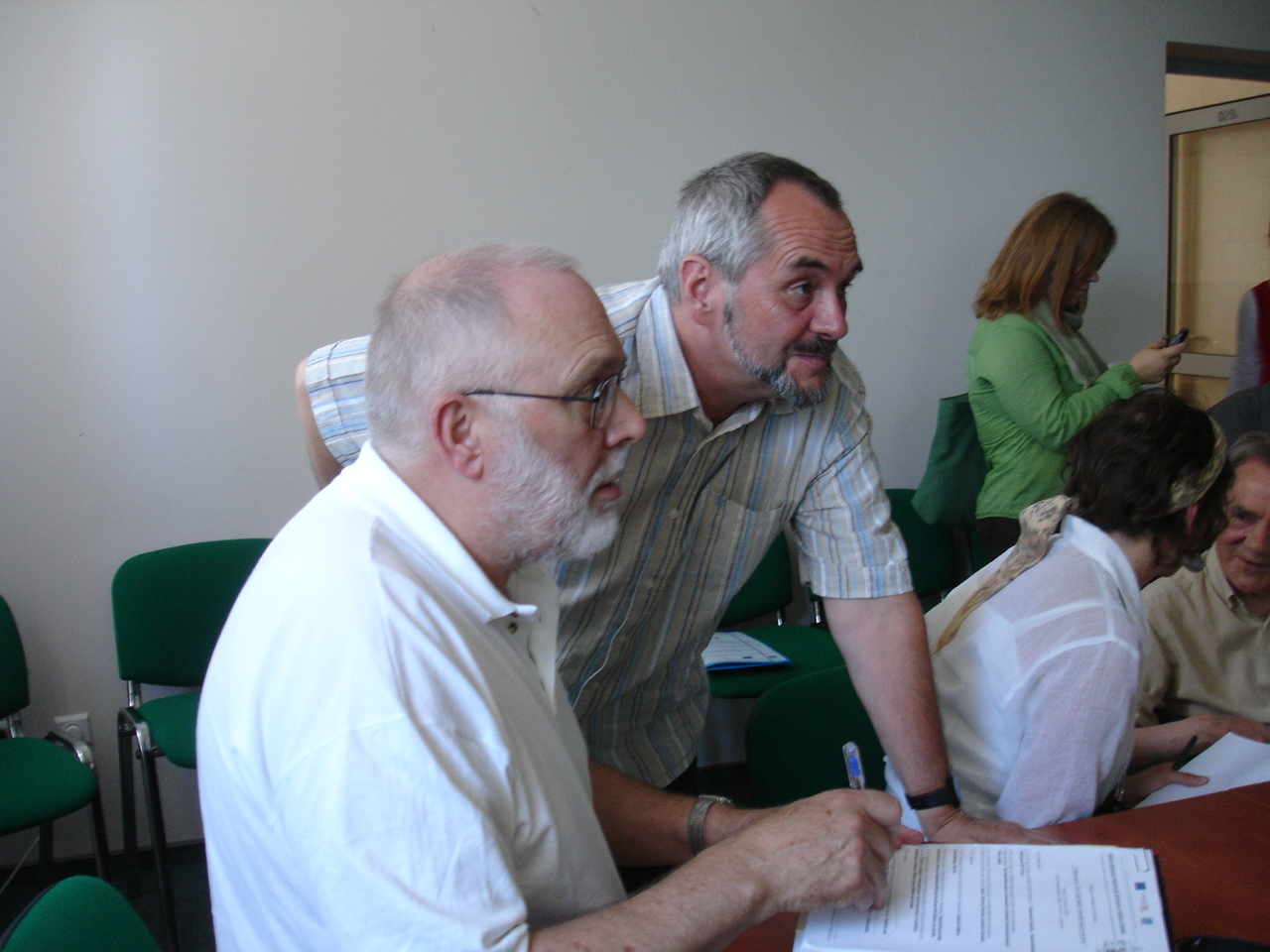
Paul Best i Andrzej Wielocha, Sanok, 16 czerwca 2007

Andrzej Wielocha (ur. 1952) – prezes Towarzystwa Karpackiego, historyk filozofii, pisarz, współautor i redaktor wielu publikacji dotyczących Karpat, wydawca literatury o specjalności turystyczno-krajoznawczej, autor Almanachu Karpackiego „Płaj”, dyrektor wydawnictwa PTTK „Kraj”.
Przewodnik beskidzki, były prezes Studenckiego Koła Przewodników Beskidzkich w Warszawie, pierwszy prezes Towarzystwa Karpackiego. Organizator sesji popularnonaukowych „Bojkowszczyzna”, „Żydzi w Karpatach”, „Niemcy w Karpatach”, „Odkrywamy Huculszczyznę”, „Wielokulturowość w Karpatach – każdy naród dawał, każdy brał”. Inicjator szeregu działań etnograficzno-społecznych na Łemkowszczyźnie oraz projektów, w ramach których przywrócono obchody tradycyjnych kermeszy w Olchowcu.
W 1980 roku był kierownikiem wyprawy, która jako pierwsza w historii dokonała przejścia łańcucha Karpat.
Postanowieniem z 16 grudnia 2010 r. został przez prezydenta Bronisława Komorowskiego za wybitne zasługi w działalności na rzecz rozwoju turystyki odznaczony Krzyżem Kawalerskim Orderu Odrodzenia Polski.

## Twórczość
- Almanach Karpacki „Płaj”
- Tadeusz Mikołaj Trajdos, Andrzej Wielocha. Materiały do krajoznawstwa Marmaroszu w granicach Ukrainy, w: Płaj. Almanach Karpacki
- Andrzej Wielocha – Kolonizacja józefińska w galicyjskich Karpatach, „Płaj” nr 19, wyd. Towarzystwo Karpackie, Warszawa 1999
- Informator SKPB '77, wyd. SKPB Warszawa, 1977
- Przedwojenne Bieszczady, Gorgany i Czarnohora. Najpiękniejsze fotografie, Wydawnictwo RM 2013
- Śledzińska J., Wielocha A., Włodarczyk B., red., Kanon krajoznawczy województwa łódzkiego, Wyd. PTTK „Kraj”, Warszawa 2011